# 지골로
지골로(영어: gigolo)는 종종 여성의 집에 살거나 여성의 손짓과 부름에 응해야 하는, 지속적인 관계에 있는 사람이 지원하는 남창 또는 사회적 동반자이다.
지골로라는 용어는 일반적으로 다른 지원 수단을 갖기보다는 이러한 여러 관계로 구성된 삶의 방식을 연속적으로 채택하는 남성을 뜻한다.
지골로는 동료애를 제공하고 예의 바르고 사회적 기술을 갖춘 일관된 호위 역할을 하며, 종종 지원에 대한 대가로 여성이 요구하는 춤 파트너 역할을 하도록 기대된다. 값비싼 옷과 운전할 수 있는 자동차와 같은 많은 선물이 그에게 아낌없이 주어질 수 있다. 관계에는 성적 서비스도 포함될 수 있으며 기둥서방이라고도 할 수 있다.
지골로라는 단어는 1920년대에 춤 파트너로 고용된 여성을 뜻하는 프랑스어인 gigolette에서 파생된 신조어로서 영어에서 처음 사용된 것으로 추적할 수 있다. 지골로와 gigolette는 모두 19세기 중반에 프랑스어로 처음 기록되었으며, 몽마르트르의 댄스 클럽 거주자들이 동행하지 않은 남성 방문객과 춤을 추고 때로는 섹스를 하는 것을 언급한다. 19세기 후반, 특히 프란치니 사건으로 파리에서 알려진 추악한 살인 사건 이후 지골로라는 용어는 부유한 프랑스 여성이 회사와 애정을 살 수 있는 이국적인 외국 남성을 뜻하게 되었다.

## 같이 보기
- 남창
- 성매매
- 시시스베오
- 여성 섹스 관광
- 예술에서의 남창
- 호위 기관

## 참고 도서
- Chang, Juju; Thompson, Victoria; Harold, Kelly (2012년 2월 16일). “Secrets of Gigolos: Why More Women Say They Are Willing to Pay for Sex”. ABC News Internet Ventures. 2014년 10월 19일에 확인함.